# ばくめし!
『ばくめし!』は、土山しげるによる漫画作品。『週刊漫画ゴラク』にて、第46巻第15号（2009年4月17日号）から第47巻第20号（2010年5月28日号）まで連載された。

## 概要
ギャンブル好きの料理人、大張半次郎の活躍を描いた料理漫画。

## 登場人物
大張半次郎（だいちょう はんじろう）
本作の主人公。表舞台には現れずその存在は幻とも伝説とも言われており、その料理の腕もかなりのもので、半次郎の料理を食べた者は人生さえ変わってしまうと言われるほどのものとなっている。
大のギャンブル好きで、種類問わず全国の様々なギャンブル場を渡り歩いている。また、決まった住居で暮らしておらず、普段はネットカフェで寝泊りをしているため、依頼人は半次郎がいるであろう津々浦々の鉄火場を歩き回るのが、セオリーとなっている。
依頼料は高額を請求するが、それは依頼人の本気を図るためのものであって、実際には実費程度しか受け取らない。
かつては「大日本料理協会」に所属する正式な料理人で「割烹 彩」という店も構えていたが、そこで師匠のやり方に文句を付けたことによって破門され、客足が減ったことで店は潰れた。
西条北斗（さいじょう ほくと）
凄腕のフランス料理人。通称「流れ星の北斗」。
三ツ星のレストランを渡り歩き、一軒入るごとにシャツの星のマークを付けている。
とある町の活性化のためのご当地料理作りのイベントに半次郎と共に参加する。
そこで味とは関係ない部分で敗北を喫したことをきっかけに流れを止め、店を出すことを決意する。
松木潮太（まつき ちょうた）
暴力団「白文組」の料理人。
かつては半次郎同様に「大日本料理協会」に所属しており、「松木亭」という店を構えていた。
師匠の尻馬に乗って金払いのいい客を紹介されていたことを半次郎によってバラされ、それがきっかけで店から客足が減って潰れてしまう。
そのような事情から半次郎のことを強く憎んでいたが、鉄火巻対決で敗北した時は素直にその負けを認めた。
冨岡丈三郎（とみおか じょうさぶろう）
「大日本料理協会」の会長であり、半次郎と潮太の師匠。
「和食界の超人」とマスコミに持ち上げられて天狗になっており、高い講演料を取っておきながら珍しくもない普通の料理を教えるだけの料理教室を開催していた。
そのことを半次郎に指摘されると激昂し、半次郎を破門にした。

## 単行本

### 日本語
- 日本文芸社 ニチブンコミックス版 全6巻

1. 2009年8月19日発売 ISBN 978-4-537-10993-1
2. 2009年10月19日発売 ISBN 978-4-537-12510-8
3. 2009年12月18日発売 ISBN 978-4-537-12541-2
4. 2010年2月18日発売 ISBN 978-4-537-12565-8
5. 2010年4月21日発売 ISBN 978-4-537-12587-0
6. 2010年6月19日発売 ISBN 978-4-537-12606-8

- 日本文芸社 Gコミックス版

1. ばくめし!スペシャル 鉄板のやきそば編 2010年9月8日発売 ISBN 978-4-537-15744-4
2. ばくめし!スペシャル 運命を分かつ飯編 2010年11月6日発売 ISBN 978-4-537-15754-3
3. ばくめし!スペシャル 任侠の飯編 2011年3月7日発売 ISBN 978-4-537-15777-2
4. ばくめし!ワイドSP 必勝のメニュー編 2015年12月9日発売 ISBN 978-4-537-16202-8[1]
5. ばくめし!ワイドSP 再生の飯編 2016年1月8日発売 ISBN 978-4-537-16209-7[2]

### 韓国語
訳題は『먹짱 갬블러』。
1. 2009年9月17日発売 ISBN 978895102822-9[3]
2. 2009年11月12日発売 ISBN 978895102892-2[4]
3. 2010年1月6日発売 ISBN 978895102926-4[5]
4. 2010年3月8日発売 ISBN 978895102956-1[6]
5. 2010年5月17日発売 ISBN 978895103001-7[7]
6. 2010年7月23日発売 ISBN 978895103051-2[8]

## 脚註